# Stefano De Mari
Stefano De Mari (Génova, 1593 - Génova, 25 de fevereiro de 1674) foi o 117.º Doge da República de Génova e rei da Córsega.

## Biografia
Entre os acontecimentos importantes do seu mandato, o Doge De Mari prestou homenagem ao novo arcebispo genovês Giambattista Spinola com quem, no final do mandato aduaneiro, teve conflitos pessoais, bem como com o próprio Senado. Ele deixou o cargo de Doge a 12 de abril de 1665, mas continuou a servir a república como chefe do magistrado da Córsega, do magistrado de guerra e dos cargos financeiros no Banco de Saint George. De Mari viria a falecer em Génova a 25 de fevereiro de 1674.